# 白鳥 (列車)
白鳥（はくちょう）は、東日本旅客鉄道（JR東日本）および西日本旅客鉄道（JR西日本）が、かつて大阪駅 - 青森駅間、直江津駅 - 上野駅間などで運行していた特急列車である。2001年のダイヤ改正で廃止された。

## 概要
1961年10月に運行を開始。大阪駅 - 直江津駅間は青森駅発着編成と上野駅発着編成を併結した多層建て列車として運行された。混乱を防止するため国鉄内部では青森駅発着編成を「日本海白鳥」、上野発着編成を「信越白鳥」と区分していた。また「日本海白鳥」は大阪 - 青森間（当時1052.9km）を走るという、昼行特急列車としては日本一の走行距離を有する列車となった。また大阪発基準で「日本海白鳥」が下り、「信越白鳥」が上り列車となる。
日本海白鳥
- 列車番号：青森行き2001D / 大阪行き2002D
- 北陸本線・信越本線・羽越本線・奥羽本線経由

信越白鳥
- 列車番号：上野行き4002D / 大阪行き4003D（直江津 - 上野間）
大阪駅 - 直江津駅間は日本海白鳥に順ずる。
- 北陸本線・信越本線・高崎線・東北本線経由

青森駅では青函連絡船深夜便を介し北海道内の特急「おおぞら」に接続。
- 連絡船の深夜便に接続するダイヤは連絡船の便名をとって「1便接続」と呼ばれたが、接続列車の列車番号も1D（「はつかり」・「おおぞら」）、2001D（「白鳥」）など下一桁が1で統一されており、以後廃止されるまで踏襲された。

1965年10月1日のダイヤ改正で上野駅発着の「白鳥」を「はくたか」と系統分離した後、青森駅発着の「白鳥」が単独で運行され、上越新幹線開業後に、急行「しらゆき」の格上げにより一時的に福井〜青森間で1往復増発されたが、再び大阪〜青森間の1往復のみとなり、国鉄分割民営化を経て2001年3月3日のダイヤ改正により、大阪駅 - 金沢駅間は「雷鳥」、金沢駅 - 新潟駅間は「北越」、新潟駅 - 青森駅間は「いなほ」に系統分割され廃止された。
列車名は新潟県北蒲原郡水原町（現・阿賀野市）の瓢湖に飛来する白鳥とされていた。

## 運行概況

### 停車駅
運行開始時
日本海白鳥（大阪 - 青森間）
大阪駅 - 京都駅 - 米原駅 - 敦賀駅 - 福井駅 - （大聖寺駅） - 〔動橋駅〕 - 金沢駅 - 高岡駅 - 富山駅 - 直江津駅 - 長岡駅 - 新津駅 - 鶴岡駅 - 酒田駅 - 秋田駅 - 大館駅 - 弘前駅 - 青森駅
信越白鳥（直江津 - 上野間）
直江津駅 - 長野駅 -  軽井沢駅 - 横川駅 - 高崎駅 - 上野駅
- （　）は大阪行きのみ停車、〔　〕は青森・上野行きのみ停車

2001年3月運行終了時
大阪駅 - 新大阪駅 - 京都駅 - （近江今津駅） - 敦賀駅 - 武生駅 - 鯖江駅 - 福井駅 - 芦原温泉駅 - 加賀温泉駅 - 小松駅 - 松任駅 - 金沢駅 - 高岡駅 - 富山駅 - 魚津駅 - 糸魚川駅 - 直江津駅 - 柏崎駅 - 長岡駅 - 東三条駅 - 新津駅 - 新潟駅 - 新発田駅 - 中条駅 - 坂町駅 - 村上駅 - あつみ温泉駅 - 鶴岡駅 - 酒田駅 - 象潟駅 - 仁賀保駅 - 羽後本荘駅 - 秋田駅 - 東能代駅 - 鷹ノ巣駅 - 大館駅 - 弘前駅 - 青森駅
- （　）は大阪行きのみ停車

### 担当乗務員区所
- 車掌[3]
  - 大阪駅 - 新潟駅間…JR東日本新潟運輸区
  - 新潟駅 - 青森駅間…JR東日本秋田運輸区
- 運転士は各旅客会社が自社区間を担当。

#### 能生騒動
運行開始当初、単線ゆえの列車待ち合わせのため、北陸本線能生駅（当時・西頸城郡能生町、現・糸魚川市）に「白鳥」が運転停車するダイヤが組まれたが、誤って駅の時刻表や一般の時刻表に発車時刻が掲載された。これが一漁村である能生駅に新しい特急列車が客扱い停車をすると伝わってしまい、地元はたちまちお祭り騒ぎになった。
運行開始日に大勢の人が「白鳥」を出迎えたが、停車するだけでドアを開けずにそのまま走り去ってしまい、出迎えた地元の人々は愕然とした。騒動は国鉄の不祥事としてマスコミによって日本中に伝えられ、「能生（のう）はNO!」などという流行語も生まれた。

## 使用車両
車両は前年の1960年に開発され東北本線特急「はつかり」に投入されたキハ81系の改良型となるキハ82系新造車が充当された。
- キハ81系は初の特急形気動車であり開発期間が短かったことも災いし初期故障を頻発させたことからマスコミから「はつかり、がっかり、事故ばつかり」と揶揄（）された。そのためキハ82系では故障防止のために入念な試運転などが行われた。しかし1963年の冬期には38豪雪によって運行不能となる事態が発生しマスコミから「瀕死の白鳥」と皮肉られたこともあった。

日本海白鳥・信越白鳥ともに、同一のキハ82系標準とされる1等車（現・グリーン車）・食堂車各1両を連結した6両編成で組成された。それぞれの有効時間などの兼ね合いで、両編成とも食堂車は日本食堂により営業されたが、担当営業所は日本海白鳥と信越白鳥とでは異なっており、編成ごとのメニューの相違から、当該列車の常連客は気分や好みで使い分けをしたり、味の比較を行ったりしたエピソードも残っている。
「白鳥」食堂車2両組込編成・調理接客担当業者（1961年10月1日現在）
| \| 信越白鳥 \| 信越白鳥 \| 信越白鳥 \| 信越白鳥 \| 信越白鳥 \| 信越白鳥 \| 日本海白鳥 \| 日本海白鳥 \| 日本海白鳥 \| 日本海白鳥 \| 日本海白鳥 \| 日本海白鳥 \| \| -------------------- \| -------------------- \| -------------------- \| -------------------- \| -------------------- \| -------------------- \| ---------------- \| ---------------- \| ---------------- \| ---------------- \| ---------------- \| ---------------- \| \| ← 大阪・上野直江津 → \| ← 大阪・上野直江津 → \| ← 大阪・上野直江津 → \| ← 大阪・上野直江津 → \| ← 大阪・上野直江津 → \| ← 大阪・上野直江津 → \| ← 大阪青森 → \| ← 大阪青森 → \| ← 大阪青森 → \| ← 大阪青森 → \| ← 大阪青森 → \| ← 大阪青森 → \| \| 1 \| 2 \| 3 \| 4 \| 5 \| 6 \| 7 \| 8 \| 9 \| 10 \| 11 \| 12 \| \| キハ 82 \| キロ 80 \| キシ 80 \| キハ 80 \| キハ 80 \| キハ 82 \| キハ 82 \| キハ 80 \| キハ 80 \| キシ 80 \| キロ 80 \| キハ 82 \| \| 尾久客車区 \| 尾久客車区 \| 尾久客車区 \| 尾久客車区 \| 尾久客車区 \| 尾久客車区 \| 向日町運転所 \| 向日町運転所 \| 向日町運転所 \| 向日町運転所 \| 向日町運転所 \| 向日町運転所 \| \| 日本食堂上野営業所 \| 日本食堂上野営業所 \| 日本食堂上野営業所 \| 日本食堂上野営業所 \| 日本食堂上野営業所 \| 日本食堂上野営業所 \| 日本食堂青森支店 \| 日本食堂青森支店 \| 日本食堂青森支店 \| 日本食堂青森支店 \| 日本食堂青森支店 \| 日本食堂青森支店 \| |                      |                      |                      |                      |                      |                  |                  |                  |                  |                  |                  |
| 備考 - 信越白鳥は上野 - 直江津逆編成。 - 1963年4月20日より信越白鳥は向日町運転所に移管。2等車（現・普通車）1両（キハ80形）増車の7両編成となり、5号車にキシ80形、6号車のキロ80形を組成する編成に変更。 - 1963年10月1日より日本海白鳥も2等車1両（キハ80形）増車の7両編成となる。 |                      |                      |                      |                      |                      |                  |                  |                  |                  |                  |                  |
| 信越白鳥 | 信越白鳥             | 信越白鳥             | 信越白鳥             | 信越白鳥             | 信越白鳥             | 日本海白鳥       | 日本海白鳥       | 日本海白鳥       | 日本海白鳥       | 日本海白鳥       | 日本海白鳥       |
| ← 大阪・上野直江津 → | ← 大阪・上野直江津 → | ← 大阪・上野直江津 → | ← 大阪・上野直江津 → | ← 大阪・上野直江津 → | ← 大阪・上野直江津 → | ← 大阪青森 →     | ← 大阪青森 →     | ← 大阪青森 →     | ← 大阪青森 →     | ← 大阪青森 →     | ← 大阪青森 →     |
| 1 | 2                    | 3                    | 4                    | 5                    | 6                    | 7                | 8                | 9                | 10               | 11               | 12               |
| キハ 82 | キロ 80              | キシ 80              | キハ 80              | キハ 80              | キハ 82              | キハ 82          | キハ 80          | キハ 80          | キシ 80          | キロ 80          | キハ 82          |
| 尾久客車区 | 尾久客車区           | 尾久客車区           | 尾久客車区           | 尾久客車区           | 尾久客車区           | 向日町運転所     | 向日町運転所     | 向日町運転所     | 向日町運転所     | 向日町運転所     | 向日町運転所     |
| 日本食堂上野営業所 | 日本食堂上野営業所   | 日本食堂上野営業所   | 日本食堂上野営業所   | 日本食堂上野営業所   | 日本食堂上野営業所   | 日本食堂青森支店 | 日本食堂青森支店 | 日本食堂青森支店 | 日本食堂青森支店 | 日本食堂青森支店 | 日本食堂青森支店 |

1972年10月に白新線・羽越本線の電化により485系電車に置換えられた当時は「運行距離世界最長の電車列車」と称された。
「白鳥」485系編成（1972年10月2日現在）
| ← 大阪・青森新潟 → |          |          |          |          |          |          |          |          |          |          |          |          |
| 1                  | 2        | 3        | 4        | 5        | 6        | 7        | 8        | 9        | 10       | 11       | 12       | 13       |
| クハ 481           | モハ 485 | モハ 484 | モハ 485 | モハ 484 | サシ 481 | モハ 485 | モハ 484 | モハ 485 | モハ 484 | サロ 481 | サロ 481 | クハ 481 |
| 青森運転所         |          |          |          |          |          |          |          |          |          |          |          |          |

### その他
1998年1月29日大阪発、翌30日青森発「白鳥」は583系10両編成で運転され、臨時「日本海」などに次ぐ583系による3電源直通運転となった。
降雪や暴風など列車が大幅に遅れた場合には、途中区間から特発として他区所の485系を用いた「白鳥」を見ることができた。その一例を示す。
- 485系3両編成（南秋田運転所・かもしか編成）による「白鳥」（秋田 → 青森）
- 485系9両編成（上沼垂運転区）による「白鳥」（新潟 → 大阪）[注 2]

気動車運行時、北陸本線の米原駅 - 富山駅間が不通の時は高山本線経由で迂回運転したことがある。また、1967年6月27日には、膳所駅で発生した脱線事故の影響で東海道本線が不通となったことを受け、青森行「白鳥」が京都〜敦賀間を山陰本線、舞鶴線、小浜線経由で迂回して運転した（当時湖西線は未開通だったため、そのルートで迂回するしかなかった）。

## 沿革
- 1961年（昭和36年）10月1日： ダイヤ改正によりキハ82系気動車で大阪駅 - 直江津駅 - 青森駅・上野駅間の特急「白鳥」運行を開始。
  - 当時は新津駅 - 新発田駅間を水原駅経由で運転。日本海白鳥は向日町運転所（→京都総合運転所→現・吹田総合車両所京都支所）、信越白鳥は尾久客車区（現・尾久車両センター）所属の車両で運用された。また、大阪駅 - 青森駅の所要時間は15時間45分であった[2]。
- 1962年（昭和37年）
  - 6月：北陸トンネル開通記念切手の図柄にトンネルを走行する「白鳥」を採用。
  - 6月10日：新たに東能代駅に停車、客扱いを開始。
- 1963年（昭和38年）4月20日：信越白鳥の運用を向日町運転所へ移管。
- 1965年（昭和40年）10月1日：ダイヤ改正により信越白鳥は上野駅 - 金沢駅間の「はくたか」として分離。「白鳥」は大阪駅 - 青森駅間の運行になると同時に日本海白鳥の呼称の使用を終了した。また新津駅 - 新発田駅間は白新線経由となり、新潟駅での客扱いを開始。新たに羽後本荘駅に停車、客扱いを開始。
- 1972年（昭和47年）10月2日：白新線・羽越本線電化完成により大阪駅 - 青森駅間の全線電化が完成。「白鳥」は青森運転所（→青森車両センター現・盛岡車両センター青森派出所）所属の485系電車に置換えられて電車化。大阪駅 - 青森駅の所要時間が13時間40分となる[2]。
- 1975年（昭和50年）3月10日：ダイヤ改正で山科駅 - 近江塩津駅間を前年開業の湖西線経由に変更[注 3]。これにより大阪駅 - 青森駅の所要時間は12時間47分となる[2]。新たに温海駅（現・あつみ温泉駅）に停車、客扱いを開始。
- 1978年（昭和53年）

- 8月8日：グリーン車1両減車により、12両編成に短縮。
- 10月2日：ヘッドマークを「飛び立つハクチョウ」のイラストマークに変更。新たに糸魚川駅・新発田駅・鷹ノ巣駅に停車、客扱いを開始。

- 1982年（昭和57年）11月15日：ダイヤ改正により、金沢駅 - 青森駅間の急行「しらゆき」を発展的解消させ、福井駅 - 青森駅間で福井白鳥を1往復を増発。増発分は青森運転所所属の485系9両編成（グリーン車1両連結、一部の「はつかり」と「いなほ」と共通運用の為、食堂車は不連結）が担当し、「白鳥」は計2往復となる。白鳥3・2号の停車駅に柏崎駅と坂町駅が追加される。
  - 白鳥1・4号の停車駅
  - 福井駅 - 芦原温泉駅 - 加賀温泉駅 - （小松駅） - 金沢駅 - 〔石動駅〕 - 高岡駅 - 富山駅 - 〔滑川駅〕 - （魚津駅） - 糸魚川駅 - 直江津駅 - 〔柿崎駅〕 - 柏崎駅 - 長岡駅 - 〔見附駅〕 - 東三条駅 - 〔加茂駅〕 - （新津駅） - 新潟駅 - 新発田駅 - （中条駅） - 坂町駅 - 村上駅 - あつみ温泉駅 - 鶴岡駅 - 酒田駅 - （象潟駅） - （仁賀保駅） - 羽後本荘駅 - 秋田駅  -〔八郎潟駅〕 - 〔森岳駅〕 - 東能代駅 - 鷹ノ巣駅 - 大館駅 - 〔大鰐駅（現・大鰐温泉駅）〕 - 弘前駅 - 青森駅
  - （）はその後、大阪駅 - 青森駅便の「白鳥」号の停車駅に追加、〔〕は白鳥1・4号廃止後、「白鳥」号が一切しなくなった駅。
  - 白鳥3・2号は、「鳥海」との車両運行のやり繰りの都合上、11月15日〜12月22日の間、グリーン車不連結で運転していた日があった。
- 1984年（昭和59年）11月1日：大阪駅発着の2・3号に連結されていた食堂車の営業を休止し、編成から外す。
- 1984年（昭和59年）日時不詳：「白鳥」1・4号のグリーン車の連結が「いなほ」号との共通運用の関係で編成から外れる。
- 1985年（昭和60年）3月14日：ダイヤ改正で福井駅 - 青森駅間の「白鳥」1・4号を「北越」・「いなほ」の2列車に系統分割して福井白鳥を廃止。再び1往復となる。
  - 車両運用を向日町運転所に移管のうえ、普通車1両減車の10両編成とする[14]。新津駅に約20年ぶりに停車、客扱いを開始。小松駅が新規に停車。昭和57年改正時は、1・4号の停車の為、3・2号は通過だった。
- 1986年（昭和61年）11月1日：ダイヤ改正で日本海縦貫線に関係する特急車両配置基地の見直しを行った結果、車両配置を上沼垂運転区（現・新潟車両センター）に移管のうえ、普通車1両減車の9両編成とする[14]。
  - 民営化後に上沼垂所属車は指定席車のシート交換とピッチ拡大・自由席車を簡易リクライニングシートに統一などのグレードアップ改造と塗色変更などを施工。
  - 魚津駅と中条駅に新規停車。2往復時代には1・4号が停車していた。
- 1988年（昭和63年）3月13日：青函トンネル開通に伴うダイヤ改正で「白鳥」の対北海道接続[注 5]が従来の青函連絡船から青森駅 - 札幌駅間の夜行急行「はまなす」に変更。新たに象潟駅、仁賀保駅に停車、客扱いを開始（但し、2往復時代は、1・4号が停車していた）。
- 1990年（平成2年）3月10日：前述のアコモ改良の進捗に伴い、アコモ改良編成が毎日充当されるようになる[15]。
- 1997年（平成9年）3月：車両配置を京都総合運転所に移管。
- 1999年（平成11年）：秋田駅 - 青森駅間の車内販売営業廃止。

- 2001年（平成13年）3月3日：ダイヤ改正で日本海縦貫線の昼行列車運行系統を新潟駅で分離することになり、「白鳥」を廃止。以下の運行区間に分割。
  - 大阪駅 - 金沢駅・富山駅間：「雷鳥」・「サンダーバード」[注 6]
  - 金沢駅 - 新潟駅間：「北越」[注 7]
  - 新潟駅 - 青森駅間：「いなほ」[注 8]